# Château de Marsvinsholm
Le château de Marsvinsholm (Marsvinsholms slott) est un château suédois qui se trouve dans la commune d'Ystad en Scanie.

## Historique

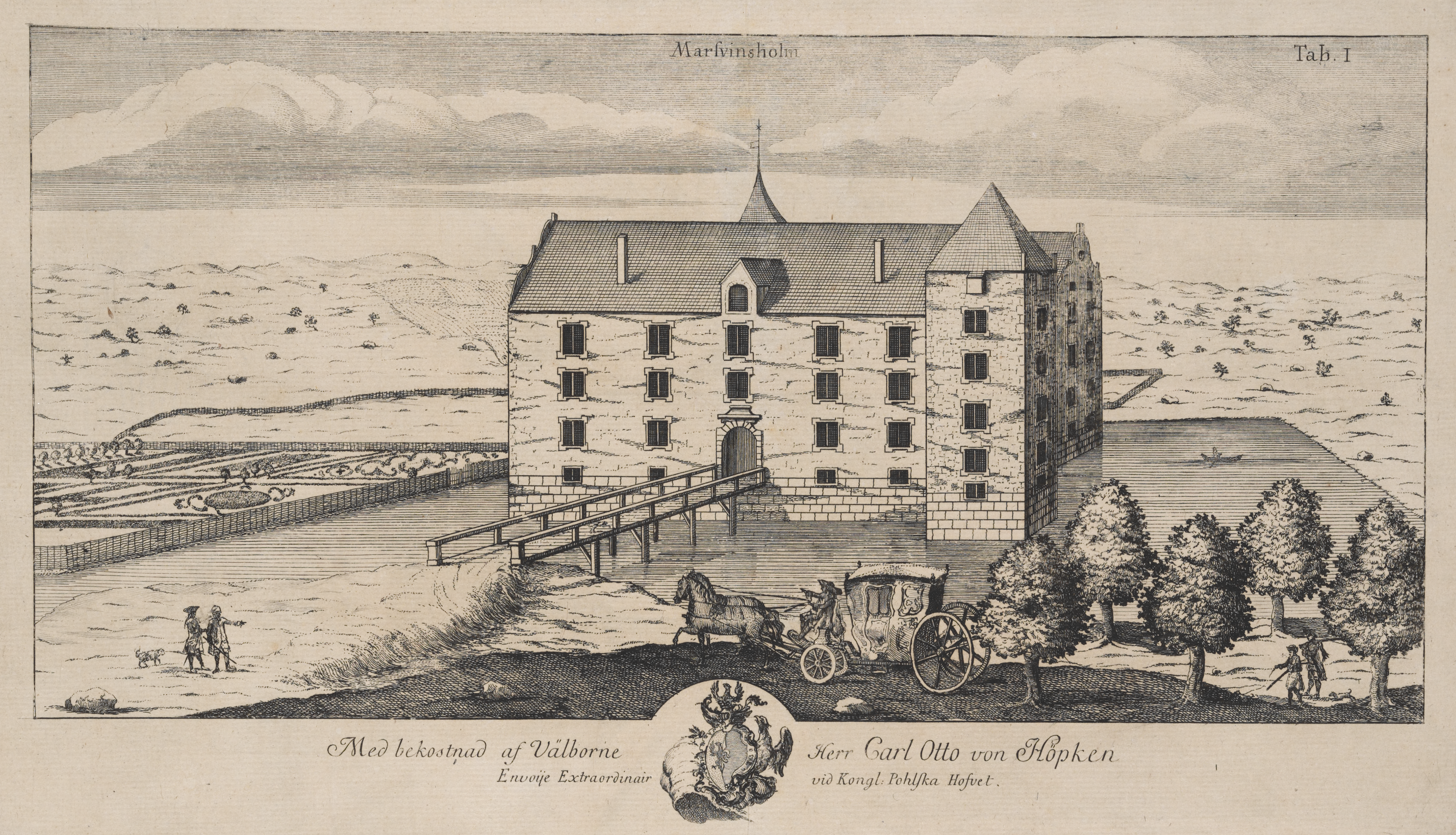
Gravure du château de Marsvinsholm (province de Scanie en Suède) en 1680

Le domaine a été mentionné à partir du XIIe siècle sous les noms de Bosöe, Borsöe ou Bordsyö. C'est la propriété de la famille Ulfeld au milieu du XIVe siècle et elle passe en 1630 à Otto Marsvin, d'où son nom actuel, dérivé d'un ancien mot nordique signifiant marsouin. Il fait construire le château entre 1644 et 1648, d'abord sur des piliers. Il se trouve sur un îlot et il est de forme carrée sur quatre niveaux avec une tour à l'angle nord-est et une tour à l'angle sud-ouest, chacune de cinq étages. Le château est restauré et réaménagé par le comte Erik Ruuth (1746-1820) entre 1782 et 1786, et à nouveau par le baron Jules Sjöblad en 1856-1857 dans le goût de Christian IV.
Le château a appartenu à des familles successives de la haute société suédoise, comme les familles Thott, Kœnigsmark, de La Gardie, Ruuth, Sjöblad, Piper, Tornerhielm, et Wachtmeister.
Le comte Carl Wachtmeister vend le château et ses terres au comte Jules Sjöblad en 1854 et sa fille, la duchesse Ida Eherensvärd, en hérite. Ses enfants, Rutger, Louise et Madeleine Bennet, en héritent à leur tour, et il est vendu en 1910 au Danois Johannes Jahennesen. Sa fille Anna Margrethe Wedelboe-Larsen en hérite en 1938. Son fils Erik le vend en 1978 à Bendt Iacobaeus, dont le fils, Tomas Iacobaeus, en est l'actuel propriétaire.